# Constança de Portugal, Rainha de Castela
Constança de Portugal (3 de janeiro de 1290 — 18 de novembro de 1313) foi uma infanta portuguesa, a filha primogénita de Dinis I de Portugal e da Rainha Santa Isabel. Tornou-se rainha de Castela pelo seu casamento com o rei Fernando IV de Castela, em 1302, como forma de selar definitivamente a Paz de Alcanizes assinada cinco anos antes.

## Biografia

### Primeiros anos
Constança nasceu a 3 de janeiro de 1290, como primeira e única filha de Dinis I de Portugal e Isabel de Aragão. No ano seguinte, nasceria o seu único irmão inteiro, o infante Afonso. Tinha, por outro lado, diversos irmãos bastardos, como Pedro Afonso e Afonso Sanches.
Constança foi comprometida com o seu destino desde os 20 meses de idade, uma vez que o tratado recentemente assinado entre o pai de Constança e Sancho IV de Castela, em setembro de 1291, estabeleceu um compromisso entre o herdeiro castelhano, o infante Fernando, à época com cinco anos, e a infanta bebé.
Sancho IV falece a 25 de abril de 1295, acentuando-se uma turbulência política em Castela. Sancho determinara no seu testamento que se devolvessem a Dinis de Portugal as vilas de Serpa, Moura, Mourão, Arronches e Aracena, injustamente arrebatadas  a Portugal e que se encontravam indevidamente retidas pelos castelhanos. O filho de Sancho contava apenas 9 anos, pelo que a sua mãe, Maria de Molina, se teve de encarregar da regência do Reino. Terminadas as Cortes de Valladolid nesse mesmo ano, a regente, juntamente com o infante Henrique de Castela O Senador, encontrou-se com Dinis I de Portugal em Ciudad Rodrigo, em março de 1300, onde a regente entregou várias praças para que cessassem as hostilidades entre ambos os reinos. Foi confirmada a promessa de casamento de Constança com Fernando, e delineou-se ainda o casamento do infante Afonso de Portugal, irmão de Constança, com a infanta Beatriz, irmã de Fernando, estabelecendo-se desta forma uma dupla aliança matrimonial que pretendia selar a paz entre os dois reinos. O Tratado de Alcanizes volta a confirmar o que estava já disposto.

### Rainha consorte
Na cidade de Valladolid, a 23 de janeiro de 1302 Constança, que contava 12 anos, desposou finalmente Fernando, já com 16 anos.
Não demorou muito para que o feliz casal desse à luz o seu primeiro rebento: em 1307, nasce a primeira filha, a infanta Leonor (futura rainha de Aragão). Fernando encontrava-se a cercar Tordehumos, onde se refugiara o nobre rebelde João Nunes II de Lara, e enviou à esposa um pedido para que solicitasse um empréstimo monetário ao Rei de Portugal. Nesse mesmo ano de 1307, em novas cortes realizadas em Valladolid, e onde Constança não participou, Fernando tentou acabar com os abusos da nobreza, corrigir a administração da justiça e suavizar a pressão fiscal que os castelhanos suportavam. No ano seguinte, Constança daria à luz outra infanta, à qual deu o seu próprio nome, mas que faleceu com apenas dois anos de idade, sendo sepultada no Convento (hoje desaparecido) de Santo Domingo el Real.
Em abril de 1311, estando em Palência, Fernando IV adoeceu gravemente e foi levado para Valladolid, apesar dos protestos de Constança, que o queria em Carrión de los Condes, uma vez que se aliara a João Nunes II de Lara, para o controlar. Durante a doença do rei, emergiram vários conflitos entre João Nunes de Lara, o infante Pedro, senhor de Cameros, o infante João, senhor de Valência de Campos e João Manuel de Castela. Para piorar o conflito, e ainda com o rei gravemente doente em Toro, Constança dá à luz um varão a 13 de agosto de 1311, em Salamanca, o infante Afonso. Este foi batizado na Catedral Velha de Salamanca, e, novamente contra as palavras do rei, foi entregue, não a Maria de Molina (mãe do rei), mas sim à esposa do rei e mãe do infante, Constança, fazendo-se assim prevalecer a vontade da rainha, que queria dar a custódia da criança ao infante Pedro, senhor de Cameros, e irmão de Fernando IV, sendo apoiada por João Nunes de Lara e Lopo Dias de Haro.
No outono de 1311, uma conspiração tentou depor Fernando IV e levar o seu irmão Pedro ao poder, estando encabeçada pelos apoiantes de Constança (João Nunes de Lara e Lopo Dias de Haro) e ainda pelo infante João, senhor de Valência de Campos, e tio do rei. O projeto não foi avante porque a rainha viúva, Maria de Molina, se recusou a participar em tal ato contra o próprio filho.
Em 1312, fizeram-se uma vez mais Cortes em Valladolid, onde se reuniram fundos para uma campanha contra o Reino de Granada e se reorganizou a administração, tentando o rei reforçar a sua autoridade em detrimento da nobreza, projeto que já fora posto em prática em Portugal, desde Afonso III. Os nobres concordaram com as mudanças de Fernando IV, que estabelecia um pagamento pelos serviços prestados pelos vassalos, com exceção de João Nunes de Lara, que se tornara entretanto vassalo do Rei de Portugal.
A 7 de setembro desse ano falecia em Jaén, Fernando IV, com 26 anos apenas. As altas temperaturas que se faziam sentir nessa altura levaram a agora viúva Constança e o seu cunhado o infante Pedro a sepultar os seus restos mortais na Mesquita-Catedral de Córdova. A crónica de Afonso XI confirma este dado.
Constança presidiu ao cortejo fúnebre que levou o seu falecido marido até Córdova, ordenando a sua sepultura na Capela Maior da Catedral e ainda que seis capelães deveriam orar todas as noites junto ao seu túmulo durante o mês de setembro, como aniversário da sua morte, disposição esta de caráter perpétuo.

### Menoridade de Afonso XI de Castela (1312-1313)
Quando João de Lara e o infante João de Castela souberam da morte de Fernando, pediram à rainha-viúva Maria de Molina, em Valladolid, para tomar a regência em nome do neto Afonso, por forma a evitar que Pedro a tomasse (uma vez que já o tinham tentado colocar no trono). Contudo, Maria recusou, e pediu aos requerentes que acordassem os termos da regência com Pedro.
João de Lara acabou por tentar raptar o pequeno rei, que se encontrava em Ávila. Contudo, as autoridades da cidade pararam-no, avisadas por Maria de Molina. Pouco depois, chegavam à cidade a rainha-viúva Constança e o seu aliado, o infante Pedro, que também foram impedidos de entrar.
João de Lara e o infante João, uma vez falhado o rapto, convocaram os ricos-homens de Castela para que se reunissem em Sahagún, e, em simultâneo, o infante Pedro, aliado de Constança, obtinha da mãe, Maria, a guarda do pequeno rei Afonso. Isto fez com que o infante João tentasse humilhar o infante Pedro, fazendo com que o infante Pedro decidisse marchar contra ele; o infante João acabou por enviar o infante Filipe, senhor de Cabrera e Ribera, irmão do infante Pedro, para negociar com este. Os três entraram em acordo em como se deveria organizar uma regência em triunvirato, encabeçada por Maria de Molina, e os infantes Pedro e João. Maria concordou com a ideia.

#### As Cortes de Palência de 1313
O infante Pedro chegou às Cortes de Palência acompanhado por um exército de 12000 homens, recrutando inclusive nas Astúrias e na Cantábria. Não desejava lutar, mas sim estar preparado caso a outra parte o fizesse. O seu tio Alfonso Téllez de Molina, irmão de sua mãe, era seu aliado, bem como o filho deste Telo Alfonso de Meneses, Rodrigo Álvarez de Astúrias e Fernán Ruiz de Saldaña, entre outros ricos-homens. Fernando de La Cerda, o infante Filipe e João de Lara contavam-se entre os apoiantes do infante João.
Uma vez reunidos, foi acordado que cada uma das partes manteria apenas 1300 homens nas vizinhanças da cidade, apesar do infante João manter 4000 e Pedro 5000. Neste entretanto, Constança deixara de apoiar o partido do infante Pedro para apoiar o do infante João, talvez por influência do pai, com quem provavelmente se havia reunido para pedir conselho. O mesmo fez o infante João Manuel, príncipe de Vilhena. Para evitar novos confrontos, Maria influenciou para que as fações se retirassem para aldeias perto da cidade: Pedro em Amusco, João em Becerril de Campos, Constança em Grijota, e a própria Maria em Monzón de Campos. Ao mesmo tempo, prelados e procuradores apoiantes de cada uma das fações reuniram-se em locais diferentes: os apoiantes de Pedro e Maria de Molina na Igreja de San Francisco em Palência, da Ordem Franciscana, e os do infante João no convento de San Pablo em Palência, da Ordem Dominicana, e ligada à Casa de Lara. Não houve entendimento entre as duas fações, pelo que destas cortes saíram ordens distintas: os conselhos governativos de Castela, Leão, Estremadura, Galiza e Astúrias receberam o infante João como regente, ao passo que o infante Pedro, para além de ser aceite nas mesmas unidades governativas foi-o também na Andaluzia.
Em ambas as cartas denota-se a presença do clero, da nobreza e homens importantes das cidades, e deduz-se que o infante João tinha uma certa vantagem no número e qualidade dos aliados. O infante Pedro e a Rainha Maria tinham da sua parte os prelados, os mestres das Ordens religiosas e os representantes dos conselhos.
A carta dada pela Rainha Maria tinha os selos de Afonso XI e de seus tutores, ao passo que a do infante João só detinha o seu próprio selo, podendo isso significar que seria a Rainha Maria quem detinha a Chancelaria Régia. Após as Cortes, ambas as fações usaram o selo régio nos respetivos documentos.
O infante João e o seu filho Afonso, após as Cortes de Palência, ocuparam Leão, ao passo que Pedro ocupou Palência e depois Ávila, onde se encontrava o rei Afonso XI.
Ambas as partes tentaram um acordo definitivo sobre a guarda do Rei, intervindo inclusive nas negociações as Ordens de Santiago e Calatrava, bem como João Manuel de Vilhena. Pedro parte para ajudar o sultão Nácer de Granada, numa revolta em Málaga. Contudo, no final de 1313, Pedro teve conhecimento da derrota do sultão e, no regresso a Castela, sitiou durante três dias e tomou o castelo de Rute, em Córdova. No final do ano, o infante João convocou os procuradores do reino em Sahagún.

### Morte e sepultura
A 18 de novembro de 1313, um dia após ditar o seu testamento, onde aponta os seus pais, os Reis de Portugal, como executores a Rainha Constança faleceu em Sahagún com apenas 23 anos, provocando, assim, e finalmente, o acordo entre as fações: o infante João acaba por oferecer à rainha Maria de Molina a guarda do pequeno Afonso XI, e os infantes seriam guardiões do rei nas terras onde assim haviam sido reconhecidos como tal nas Cortes de Palência.
Constança foi sepultada no Mosteiro Real de San Benito em Sahagún, onde Afonso VI de Leão e várias das suas esposas também se encontravam sepultados. Os seus restos mortais foram depositados num sepulcro, no cruzeiro da igreja do mosteiro, junto às esposas de Afonso VI. A sua tumba acabou destruída durante o incêndio de 1810 no Mosteiro, durante a Guerra Peninsular ou durante a confiscação do mosteiro em 1835.
Apesar de tudo, atualmente os restos mortais de Afonso VI e de suas esposas estão depositados no Mosteiro das Madres Beneditinas em Sahagún, mas os da rainha portuguesa simplesmente desapareceram. No século XIX, mais concretamente após a Guerra Peninsular, foi esculpida uma lápide que lhe foi dedicada e que se encontra na igreja de San Juan em Sahagún, com o epitáfio:
Aquí descansa Dona Constança, esposa do rei Fernando IV. Faleceu a 23 de novembro de 1313.

## Casamento e descendência
Do seu casamento com Fernando IV de Castela resultou a seguinte descendência:
- Leonor de Castela (1307-1359), casada com o rei Afonso IV de Aragão;
- Constança de Castela (1308-1310)
- Afonso XI de Castela (1311-1350)